# Funkcja całkowo-wykładnicza
Funkcja całkowo-wykładnicza – funkcja określona wzorem:
{\displaystyle \mathrm {Ei} \,{x}=\int \limits _{-\infty }^{x}{\frac {e^{t}}{t}}\,\mathrm {d} t=\gamma +\ln {|x|}+\sum _{k=1}^{\infty }{\frac {x^{k}}{{k}\cdot {k!}}},}
gdzie:
{\displaystyle \gamma } – stała Eulera.
Gdy {\displaystyle x>0} całka w punkcie {\displaystyle t=0} jest rozbieżna; w tym przypadku przez {\displaystyle \mathrm {Ei} \,x} należy rozumieć wartość główną całki niewłaściwej.
Funkcja całkowo-wykładnicza jest związana z logarytmem całkowym zależnością:
{\displaystyle \mathrm {li} \,x=\mathrm {Ei} (\ln {x}).}